# Llista de topònims de Torrelavit
Llista de topònims (noms propis de lloc) del municipi de Torrelavit, a l'Alt Penedès
Informació actualitzada per un bot. Els canvis manuals es perdran quan s'actualitzi!

## arbre singular
| imatge | Nom                                  | Ubicat a           | instància de   | Detalls                                      | coordenades | Protecció | Commons (més fotos) | Dades a WD                    |
| ------ | ------------------------------------ | ------------------ | -------------- | -------------------------------------------- | --- | --------- | ------------------- | ----------------------------- |
|        | Pi ver de Can Comas                  | Terrassola i Lavit | arbre singular |                                              | 41° 27′ 00″ N, 1° 42′ 54″ E / 41.45004°N,1.71493°E ca:Can Comas                                                |           |                     | Modifica les dades a Wikidata |
|        | Pi ver del Molí Cover                | Terrassola i Lavit | arbre singular |                                              | 41° 26′ 32″ N, 1° 44′ 34″ E / 41.44217°N,1.74275°E ca:Molí Cover                                               |           |                     | Modifica les dades a Wikidata |
|        | Pineda de Can Cardús                 | Terrassola i Lavit | arbre singular |                                              | 41° 26′ 35″ N, 1° 45′ 02″ E / 41.44315°N,1.75059°E ca:Entorn del torrent de Can Cardús, als camps de Sota Casa |           |                     | Modifica les dades a Wikidata |
|        | alzina de Can Cardús                 | Terrassola i Lavit | arbre singular |                                              | 41° 26′ 46″ N, 1° 44′ 54″ E / 41.44606°N,1.74826°E ca:Can Cardús                                               |           |                     | Modifica les dades a Wikidata |
|        | lledoner de Can Parellada de la Mata | Terrassola i Lavit | arbre singular | Taxon: lledoner (Celtis australis)           | 41° 26′ 09″ N, 1° 44′ 11″ E / 41.43592°N,1.73651°E ca:Can Parellada de la Mata                                 |           |                     | Modifica les dades a Wikidata |
|        | palmera de Cal Sala de la Font       | Terrassola i Lavit | arbre singular | Taxon: palmera canària (Phoenix canariensis) | 41° 26′ 49″ N, 1° 43′ 45″ E / 41.44692°N,1.72921°E ca:Carrer del Castell de Lavit, núm. 2, Torrelavit          |           |                     | Modifica les dades a Wikidata |
|        | Àlber del Molí Fidel                 | Terrassola i Lavit | arbre singular |                                              | 41° 26′ 25″ N, 1° 44′ 47″ E / 41.4404°N,1.74652°E ca:Torrent de la Covera, sector Paperera Fidel               |           |                     | Modifica les dades a Wikidata |

## barraca de vinya
| imatge | Nom                                     | Ubicat a           | instància de     | Detalls                     | coordenades                                                                    | Protecció | Commons (més fotos)    | Dades a WD                    |
| ------ | --------------------------------------- | ------------------ | ---------------- | --------------------------- | ------------------------------------------------------------------------------ | --------- | ---------------------- | ----------------------------- |
|        | Barraca Bosc Ribalta I                  | Terrassola i Lavit | barraca de vinya |                             | 41° 26′ 08″ N, 1° 45′ 28″ E / 41.43556606694615°N,1.7578021341697176°E         |           | Barraca Bosc Ribalta I | Modifica les dades a Wikidata |
|        | Barraca Bosc Ribalta I                  | Terrassola i Lavit | barraca de vinya | Estil: arquitectura popular | 41° 26′ 08″ N, 1° 45′ 28″ E / 41.43555°N,1.75787°E                             |           |                        | Modifica les dades a Wikidata |
|        | Barraca Bosc Ribalta II                 | Terrassola i Lavit | barraca de vinya |                             | 41° 26′ 08″ N, 1° 45′ 39″ E / 41.4356°N,1.76091°E ca:Bosc de Ribalta           |           |                        | Modifica les dades a Wikidata |
|        | Barraca Bosc Ribalta III                | Terrassola i Lavit | barraca de vinya |                             | 41° 26′ 07″ N, 1° 45′ 42″ E / 41.4354°N,1.76153°E                              |           |                        | Modifica les dades a Wikidata |
|        | Barraca Bosc sota Cal Senyor            | Terrassola i Lavit | barraca de vinya | Estil: arquitectura popular | 41° 26′ 39″ N, 1° 44′ 37″ E / 41.44426°N,1.74369°E                             |           |                        | Modifica les dades a Wikidata |
|        | Barraca Clot del Pere Finca Cal Rossell | Terrassola i Lavit | barraca de vinya | Estil: arquitectura popular | 41° 25′ 46″ N, 1° 44′ 55″ E / 41.42956°N,1.74873°E                             |           |                        | Modifica les dades a Wikidata |
|        | Barraca Clot del Sení                   | Terrassola i Lavit | barraca de vinya | Estil: arquitectura popular | 41° 25′ 39″ N, 1° 44′ 59″ E / 41.42742°N,1.7497°E                              |           |                        | Modifica les dades a Wikidata |
|        | Barraca Finca Can Rossell               | Terrassola i Lavit | barraca de vinya | Estil: arquitectura popular | 41° 25′ 50″ N, 1° 44′ 55″ E / 41.43048°N,1.74853°E                             |           |                        | Modifica les dades a Wikidata |
|        | Barraca Ribalta Nova                    | Terrassola i Lavit | barraca de vinya | Estil: arquitectura popular | 41° 26′ 08″ N, 1° 45′ 22″ E / 41.43553°N,1.75614°E                             |           |                        | Modifica les dades a Wikidata |
|        | Barraca Torrent de la Covera            | Terrassola i Lavit | barraca de vinya | Estil: arquitectura popular | 41° 26′ 39″ N, 1° 44′ 29″ E / 41.44405°N,1.74144°E                             |           |                        | Modifica les dades a Wikidata |
|        | Barraca Vinya de Ribalta                | Terrassola i Lavit | barraca de vinya | Estil: arquitectura popular | 41° 26′ 30″ N, 1° 45′ 09″ E / 41.44163°N,1.75246°E                             |           |                        | Modifica les dades a Wikidata |
|        | Barraca sobre Molí d'Esbert             | Terrassola i Lavit | barraca de vinya | Estil: arquitectura popular | 41° 26′ 34″ N, 1° 44′ 55″ E / 41.44271°N,1.74857°E                             |           |                        | Modifica les dades a Wikidata |
|        | Barraca soleia Can Parellada de la Mata | Terrassola i Lavit | barraca de vinya |                             | 41° 26′ 46″ N, 1° 44′ 22″ E / 41.44621°N,1.73946°E ca:Can Parellada de la Mata |           |                        | Modifica les dades a Wikidata |
|        | Barraca vinya Cal Tòfol                 | Terrassola i Lavit | barraca de vinya |                             | 41° 25′ 30″ N, 1° 44′ 59″ E / 41.42504°N,1.74971°E                             |           |                        | Modifica les dades a Wikidata |

## carrer
| imatge | Nom                                       | Ubicat a           | instància de | Detalls      | coordenades                                                                             | Protecció | Commons (més fotos) | Dades a WD                    |
| ------ | ----------------------------------------- | ------------------ | ------------ | ------------ | --------------------------------------------------------------------------------------- | --------- | ------------------- | ----------------------------- |
|        | Carrer Major                              | Terrassola i Lavit | carrer       | 19th century | 41° 26′ 50″ N, 1° 43′ 38″ E / 41.4471°N,1.72718°E ca:Carrer Major, n. 6 a 14. Lavit     |           |                     | Modifica les dades a Wikidata |
|        | carrer de Joan i Jaume Ràfols / La Pineda | Terrassola i Lavit | carrer       | 19th century | 41° 26′ 41″ N, 1° 44′ 01″ E / 41.44468°N,1.73363°E ca:Carrer Joan i Jaume Ràfols. Lavit |           |                     | Modifica les dades a Wikidata |
|        | carrer del Molí                           | Terrassola i Lavit | carrer       | 20th century | 41° 26′ 48″ N, 1° 43′ 51″ E / 41.44674°N,1.73093°E ca:Carrer del Molí                   |           |                     | Modifica les dades a Wikidata |

## casa
| imatge | Nom                       | Ubicat a           | instància de | Detalls                                  | coordenades                                                                                        | Protecció                                  | Commons (més fotos)     | Dades a WD                    |
| ------ | ------------------------- | ------------------ | ------------ | ---------------------------------------- | -------------------------------------------------------------------------------------------------- | ------------------------------------------ | ----------------------- | ----------------------------- |
|        | Ca l'Andalús              | Terrassola i Lavit | casa         | Estil: arquitectura popular 1912         | 41° 26′ 51″ N, 1° 43′ 37″ E / 41.447528°N,1.726864°E ca:C. Sant Pau, 1, Terrassola                 | bé integrant del patrimoni cultural català | Ca l'Andalús            | Modifica les dades a Wikidata |
|        | Ca l'Olivé                | Terrassola i Lavit | casa         | Estil: arquitectura modernista 1912      | 41° 26′ 50″ N, 1° 43′ 36″ E / 41.447176°N,1.726776°E ca:Plaça Sant Marçal, 4                       | bé integrant del patrimoni cultural català |                         | Modifica les dades a Wikidata |
|        | Ca la Constància          | Terrassola i Lavit | casa         |                                          | 41° 26′ 50″ N, 1° 43′ 38″ E / 41.44719°N,1.7271°E ca:Carrer Major, 34, Terrassola                  |                                            |                         | Modifica les dades a Wikidata |
|        | Ca la Júlia               | Terrassola i Lavit | casa         | Estil: arquitectura popular              | 41° 26′ 50″ N, 1° 43′ 38″ E / 41.447092°N,1.72734°E ca:Carrer Major, 1, Terrassola                 | bé integrant del patrimoni cultural català | Ca la Júlia             | Modifica les dades a Wikidata |
|        | Cal Nonis                 | Terrassola i Lavit | casa         | Estil: noucentisme 1916                  | 41° 26′ 49″ N, 1° 43′ 45″ E / 41.446944444444°N,1.7291666666667°E ca:Carrer del Molí, 58           | bé integrant del patrimoni cultural català | Cal Nonis               | Modifica les dades a Wikidata |
|        | Cal Parellada de la Plaça | Terrassola i Lavit | casa         | Estil: arquitectura popular 1880         | 41° 26′ 52″ N, 1° 43′ 35″ E / 41.44788°N,1.7263°E ca:Plaça de Pau Vidal, 3, Terrassola             |                                            |                         | Modifica les dades a Wikidata |
|        | Cal Vidal de Lavit        | Terrassola i Lavit | casa         | 1910                                     | 41° 26′ 49″ N, 1° 43′ 51″ E / 41.44688°N,1.7309°E ca:Carrer del Molí, 32, Lavit                    |                                            |                         | Modifica les dades a Wikidata |
|        | Torre Sala de la Font     | Terrassola i Lavit | casa         | Estil: arquitectura eclèctica 1901       | 41° 26′ 49″ N, 1° 43′ 46″ E / 41.446863°N,1.729403°E ca:Carrer del Castell de Çavit, 2. Lavit.     | bé integrant del patrimoni cultural català | Torre Sala de la Font   | Modifica les dades a Wikidata |
|        | Torre de Guano            | Terrassola i Lavit | casa         | Estil: arquitectura modernista 1907      | 41° 26′ 23″ N, 1° 43′ 59″ E / 41.439726°N,1.733193°E ca:carretera BP-2151, km 13,5 238 msnm        | bé integrant del patrimoni cultural català | Torre del Guano         | Modifica les dades a Wikidata |
|        | cal Feliu                 | Terrassola i Lavit | casa         | Estil: arquitectura popular 20th century | 41° 26′ 41″ N, 1° 43′ 58″ E / 41.444792°N,1.732772°E ca:C. Joan i Jaume Ràfols, 13, Lavit 206 msnm | bé integrant del patrimoni cultural català | Cal Feliu (Torrelavit)  | Modifica les dades a Wikidata |
|        | cal Font                  | Terrassola i Lavit | casa         | Estil: arquitectura popular 20th century | 41° 26′ 50″ N, 1° 43′ 36″ E / 41.447338°N,1.72676°E ca:Pl. Sant Marçal, Terrassola 212 msnm        | bé integrant del patrimoni cultural català | Cal Font (Torrelavit)   | Modifica les dades a Wikidata |
|        | cal Rovira                | Terrassola i Lavit | casa         | Estil: arquitectura popular 19th century | 41° 26′ 51″ N, 1° 43′ 35″ E / 41.447505°N,1.726422°E ca:C. Bonavista, 10, Terrassola 212 msnm      | bé integrant del patrimoni cultural català | Cal Rovira (Torrelavit) | Modifica les dades a Wikidata |
|        | cal Senyor Lluís          | Terrassola i Lavit | casa         | Estil: arquitectura popular 20th century | 41° 26′ 41″ N, 1° 44′ 02″ E / 41.444596°N,1.733769°E ca:C. Joan i Jaume Ràfols, 12, Lavit 206 msnm | bé integrant del patrimoni cultural català | Cal Senyor Lluís        | Modifica les dades a Wikidata |
|        | casa rectoral de Lavit    | Terrassola i Lavit | casa         | Estil: arquitectura barroca 1760         | 41° 26′ 48″ N, 1° 43′ 47″ E / 41.446712°N,1.729586°E ca:Carrer del Molí, 64. Lavit                 | bé integrant del patrimoni cultural català | Casa rectoral de Lavit  | Modifica les dades a Wikidata |

## creu de terme
| imatge | Nom                        | Ubicat a           | instància de  | Detalls                          | coordenades                                                                        | Protecció                                  | Commons (més fotos) | Dades a WD                    |
| ------ | -------------------------- | ------------------ | ------------- | -------------------------------- | ---------------------------------------------------------------------------------- | ------------------------------------------ | ------------------- | ----------------------------- |
|        | creu de Lavit              | Terrassola i Lavit | creu de terme | Estil: arquitectura popular 1931 | 41° 26′ 15″ N, 1° 43′ 41″ E / 41.437516°N,1.728054°E ca:Partida de la Creu         | bé integrant del patrimoni cultural català | Creu de Lavit       | Modifica les dades a Wikidata |
|        | creu de la plaça Pau Vidal | Terrassola i Lavit | creu de terme |                                  | 41° 26′ 52″ N, 1° 43′ 36″ E / 41.44777°N,1.72672°E ca:Plaça Pau Vidal, Terrassola. |                                            |                     | Modifica les dades a Wikidata |

## edifici
| imatge | Nom                        | Ubicat a           | instància de             | Detalls                                                          | coordenades                                                                                 | Protecció                                  | Commons (més fotos) | Dades a WD                    |
| ------ | -------------------------- | ------------------ | ------------------------ | ---------------------------------------------------------------- | ------------------------------------------------------------------------------------------- | ------------------------------------------ | ------------------- | ----------------------------- |
|        | Can Parellada              | Terrassola i Lavit | edifici                  | Estil: arquitectura popular 14th century                         | 41° 25′ 55″ N, 1° 41′ 30″ E / 41.43204°N,1.69168°E ca:Nucli de Sant Martí Sadevesa          | bé integrant del patrimoni cultural català |                     | Modifica les dades a Wikidata |
|        | Casalot d'en Pere Batllori | Terrassola i Lavit | edifici                  |                                                                  | 41° 26′ 58″ N, 1° 43′ 00″ E / 41.44933°N,1.71673°E ca:Plana de Can Batllori                 |                                            |                     | Modifica les dades a Wikidata |
|        | Escola J. J. Ràfols        | Terrassola i Lavit | edifici                  | Arquitecte: Enric Sagnier i Villavecchia Estil: noucentisme 1928 | 41° 26′ 53″ N, 1° 43′ 44″ E / 41.448126°N,1.728756°E ca:Carrer de les Escoles, s/n 222 msnm | bé integrant del patrimoni cultural català | Escola J. J. Ràfols | Modifica les dades a Wikidata |
|        | Molí Blanc                 | Terrassola i Lavit | edifici fàbrica de paper |                                                                  | 41° 26′ 51″ N, 1° 43′ 12″ E / 41.447530549829466°N,1.719928739051949°E                      |                                            | Molí Blanc          | Modifica les dades a Wikidata |
|        | la Central / Cal Pinyot    | Terrassola i Lavit | edifici                  |                                                                  | 41° 26′ 54″ N, 1° 43′ 42″ E / 41.44826°N,1.72828°E ca:Carrer de les Escoles, 2              |                                            |                     | Modifica les dades a Wikidata |

## element arquitectònic
| imatge | Nom                                                 | Ubicat a           | instància de          | Detalls      | coordenades                                                                                              | Protecció | Commons (més fotos) | Dades a WD                    |
| ------ | --------------------------------------------------- | ------------------ | --------------------- | ------------ | --- | --------- | ------------------- | ----------------------------- |
|        | Capelleta-fita de Sant Isidre                       | Terrassola i Lavit | element arquitectònic | 19th century | 41° 26′ 38″ N, 1° 43′ 35″ E / 41.44386°N,1.72633°E ca:Pla de la Capella                                  |           |                     | Modifica les dades a Wikidata |
|        | Fita de separació dels termes de Terrassola i Lavit | Terrassola i Lavit | element arquitectònic | 19th century | 41° 26′ 49″ N, 1° 43′ 42″ E / 41.44708°N,1.72836°E ca:Casc urbà de Torrelavit                            |           |                     | Modifica les dades a Wikidata |
|        | Pou de Villa Mercedes                               | Terrassola i Lavit | element arquitectònic | 1956         | 41° 26′ 51″ N, 1° 43′ 48″ E / 41.44751°N,1.72987°E ca:Torrent de Mas Vandrell, sectro pont de la Fassina |           |                     | Modifica les dades a Wikidata |
|        | Rellotge de Cal Pau Veí                             | Terrassola i Lavit | element arquitectònic | 20th century | 41° 26′ 51″ N, 1° 43′ 35″ E / 41.44749°N,1.72627°E ca:Carrer Bonavista, 14. Terrassola                   |           |                     | Modifica les dades a Wikidata |
|        | Rellotge de Cal Rovira de Terrassola II             | Terrassola i Lavit | element arquitectònic |              | 41° 26′ 50″ N, 1° 43′ 37″ E / 41.44725°N,1.72692°E ca:Carrer Bonavista, 10. Terrassola                   |           |                     | Modifica les dades a Wikidata |
|        | Rellotge de ca l'Esbert                             | Terrassola i Lavit | element arquitectònic |              | 41° 26′ 24″ N, 1° 44′ 34″ E / 41.44007°N,1.74283°E ca:Ca l'Esbert del Raïm - Heretat Segura Viudas       |           |                     | Modifica les dades a Wikidata |
|        | Rellotge de can Rovira de Terrassola I              | Terrassola i Lavit | element arquitectònic |              | 41° 26′ 50″ N, 1° 43′ 37″ E / 41.44727°N,1.72688°E ca:Carrer Bonavista, 10. Terrassola                   |           |                     | Modifica les dades a Wikidata |
|        | Rellotge de la Rectoria                             | Terrassola i Lavit | element arquitectònic |              | 41° 26′ 48″ N, 1° 43′ 46″ E / 41.44662°N,1.72947°E ca:C. del Molí, núm. 64, Torrelavit                   |           |                     | Modifica les dades a Wikidata |
|        | Rellotge de la masia Ribalta                        | Terrassola i Lavit | element arquitectònic |              | 41° 26′ 21″ N, 1° 45′ 16″ E / 41.43926°N,1.75434°E ca:Masia Ribalta                                      |           |                     | Modifica les dades a Wikidata |
|        | rellotge de Cal Rosu                                | Terrassola i Lavit | element arquitectònic | 1914         | 41° 25′ 32″ N, 1° 44′ 41″ E / 41.42559°N,1.74464°E ca:Can Rossell de la Serra                            |           |                     | Modifica les dades a Wikidata |
|        | rellotge de Cal Tort                                | Terrassola i Lavit | element arquitectònic |              | 41° 26′ 56″ N, 1° 44′ 10″ E / 41.44895°N,1.73617°E ca:Masia Can Tort, s/n                                |           |                     | Modifica les dades a Wikidata |
|        | rellotge de Cal Trumfo                              | Terrassola i Lavit | element arquitectònic |              | 41° 25′ 34″ N, 1° 44′ 39″ E / 41.42616°N,1.74419°E ca:Can Rossell de la Serra                            |           |                     | Modifica les dades a Wikidata |
|        | rellotge de Can Comas - 1                           | Terrassola i Lavit | element arquitectònic | 1999         | 41° 26′ 57″ N, 1° 42′ 58″ E / 41.44916°N,1.71606°E ca:Can Comas                                          |           |                     | Modifica les dades a Wikidata |
|        | rellotge de Can Comas - 2                           | Terrassola i Lavit | element arquitectònic |              | 41° 26′ 55″ N, 1° 43′ 00″ E / 41.4487°N,1.71669°E ca:Partida de Can Comas, planade Can Batllori          |           |                     | Modifica les dades a Wikidata |
|        | rellotge de Can Parellada de la Mata                | Terrassola i Lavit | element arquitectònic |              | 41° 26′ 10″ N, 1° 44′ 10″ E / 41.43599°N,1.73624°E ca:Can Parellada de la Mata                           |           |                     | Modifica les dades a Wikidata |
|        | rellotge de l'Altra Casa                            | Terrassola i Lavit | element arquitectònic | 20th century | 41° 26′ 48″ N, 1° 44′ 54″ E / 41.44676°N,1.74843°E ca:Serral de l'Altra Casa                             |           |                     | Modifica les dades a Wikidata |
|        | rellotge del Molí Cover                             | Terrassola i Lavit | element arquitectònic | 19th century | 41° 26′ 32″ N, 1° 44′ 31″ E / 41.44227°N,1.74192°E ca:Molí Cover                                         |           |                     | Modifica les dades a Wikidata |
|        | rellotge del Molí del Parellada                     | Terrassola i Lavit | element arquitectònic |              | 41° 26′ 33″ N, 1° 44′ 17″ E / 41.44251°N,1.7381°E ca:Molí del Parellada                                  |           |                     | Modifica les dades a Wikidata |

## entitat singular de població
| imatge | Nom                       | Ubicat a           | instància de                                   | Detalls              | coordenades                                                                                       | Protecció | Commons (més fotos)     | Dades a WD                    |
| ------ | ------------------------- | ------------------ | ---------------------------------------------- | -------------------- | ------------------------------------------------------------------------------------------------- | --------- | ----------------------- | ----------------------------- |
|        | Cal Rossell de la Serra   | Terrassola i Lavit | entitat singular de població                   | 16th century 105 hab | 41° 25′ 34″ N, 1° 44′ 40″ E / 41.426127°N,1.744552°E ca:Nucli de Can Rossell de la Serra 284 msnm |           |                         | Modifica les dades a Wikidata |
|        | Can Nadal de la Bogadella | Terrassola i Lavit | entitat singular de població                   | 31 hab               | 41° 25′ 22″ N, 1° 42′ 02″ E / 41.422715601599°N,1.700472170468°E 240 msnm                         |           |                         | Modifica les dades a Wikidata |
|        | Can Raspall dels Horts    | Terrassola i Lavit | entitat singular de població                   | 5 hab                | 41° 25′ 35″ N, 1° 41′ 15″ E / 41.426423°N,1.687362°E 254 msnm                                     |           |                         | Modifica les dades a Wikidata |
|        | Lavit                     | Terrassola i Lavit | entitat singular de població capital municipal | 190 hab              | 41° 26′ 49″ N, 1° 43′ 47″ E / 41.446848°N,1.729721°E 210 msnm                                     |           | Lavit (Torrelavit)      | Modifica les dades a Wikidata |
|        | Sant Martí Sadevesa       | Terrassola i Lavit | entitat singular de població                   | 10 hab               | 41° 25′ 55″ N, 1° 41′ 28″ E / 41.4318588939076°N,1.69107674151981°E 272 msnm                      |           |                         | Modifica les dades a Wikidata |
|        | Terrassola                | Terrassola i Lavit | entitat singular de població                   | 245 hab              | 41° 26′ 52″ N, 1° 43′ 36″ E / 41.447732°N,1.726591°E 212 msnm                                     |           | Terrassola (Torrelavit) | Modifica les dades a Wikidata |
|        | el Carrer del Bessó       | Terrassola i Lavit | entitat singular de població                   | 11 hab               | 41° 26′ 41″ N, 1° 42′ 13″ E / 41.444766°N,1.70359°E 279 msnm                                      |           |                         | Modifica les dades a Wikidata |
|        | el Carrer del Bosc        | Terrassola i Lavit | entitat singular de població                   | 176 hab              | 41° 27′ 06″ N, 1° 43′ 42″ E / 41.451713°N,1.728396°E 240 msnm                                     |           |                         | Modifica les dades a Wikidata |
|        | la Pineda                 | Terrassola i Lavit | entitat singular de població                   | 730 hab              | 41° 26′ 37″ N, 1° 43′ 26″ E / 41.443695466453°N,1.7239946636526°E 215 msnm                        |           |                         | Modifica les dades a Wikidata |
|        | la Riera                  | Terrassola i Lavit | entitat singular de població                   | 6 hab                | 41° 26′ 22″ N, 1° 45′ 07″ E / 41.439381°N,1.751963°E 164 msnm                                     |           |                         | Modifica les dades a Wikidata |

## església
| imatge | Nom                       | Ubicat a           | instància de | Detalls                                   | coordenades                                                                                      | Protecció                                  | Commons (més fotos)            | Dades a WD                    |
| ------ | ------------------------- | ------------------ | ------------ | ----------------------------------------- | ------------------------------------------------------------------------------------------------ | ------------------------------------------ | ------------------------------ | ----------------------------- |
|        | Sant Josep Obrer          | Terrassola i Lavit | església     | 1957                                      | 41° 25′ 36″ N, 1° 44′ 40″ E / 41.42677°N,1.74446°E ca:C. Can Rossell, 2. Can Rossell de la Serra |                                            |                                | Modifica les dades a Wikidata |
|        | Sant Martí Sadevesa       | Terrassola i Lavit | església     | Estil: arquitectura romànica 12nd century | 41° 25′ 55″ N, 1° 41′ 31″ E / 41.431925°N,1.692054°E ca:Nucli de Sant Martí Sadevesa             | bé integrant del patrimoni cultural català | Capella de Sant Martí Sadevesa | Modifica les dades a Wikidata |
|        | Sant Marçal de Terrassola | Terrassola i Lavit | església     | Estil: arquitectura romànica 11st century | 41° 26′ 52″ N, 1° 43′ 37″ E / 41.447754°N,1.726908°E ca:Plaça Pau Vidal, Terrassola              | bé integrant del patrimoni cultural català | Sant Marçal de Terrassola      | Modifica les dades a Wikidata |
|        | Santa Maria de Lavit      | Terrassola i Lavit | església     | Estil: arquitectura romànica 11st century | 41° 26′ 48″ N, 1° 43′ 47″ E / 41.446742°N,1.729849°E ca:Carrer Molí, 56, Lavit                   | bé integrant del patrimoni cultural català | Santa Maria de Lavit           | Modifica les dades a Wikidata |

## font
| imatge | Nom                              | Ubicat a           | instància de | Detalls | coordenades                                                                      | Protecció | Commons (més fotos) | Dades a WD                    |
| ------ | -------------------------------- | ------------------ | ------------ | ------- | -------------------------------------------------------------------------------- | --------- | ------------------- | ----------------------------- |
|        | font de la Plaça Pau Vidal       | Terrassola i Lavit | font         |         | 41° 26′ 52″ N, 1° 43′ 36″ E / 41.44764°N,1.72657°E ca:Font de la Plaça Pau Vidal |           |                     | Modifica les dades a Wikidata |
|        | font de les Pubilles             | Terrassola i Lavit | font         |         | 41° 26′ 47″ N, 1° 43′ 55″ E / 41.44635°N,1.73189°E ca:Parc de les Pubilles       |           |                     | Modifica les dades a Wikidata |
|        | font del Bori / Font de la Serra | Terrassola i Lavit | font         |         | 41° 26′ 09″ N, 1° 44′ 11″ E / 41.43585°N,1.73642°E ca:Can Parellada de la Mata   |           |                     | Modifica les dades a Wikidata |

## jaciment arqueològic
| imatge | Nom                                        | Ubicat a           | instància de         | Detalls | coordenades                                          | Protecció                                  | Commons (més fotos) | Dades a WD                    |
| ------ | ------------------------------------------ | ------------------ | -------------------- | ------- | ---------------------------------------------------- | ------------------------------------------ | ------------------- | ----------------------------- |
|        | jaciment arqueològic de la Font del Cargol | Terrassola i Lavit | jaciment arqueològic |         | 41° 26′ 39″ N, 1° 42′ 43″ E / 41.44411°N,1.711993°E  | bé integrant del patrimoni cultural català |                     | Modifica les dades a Wikidata |
|        | jaciment arqueològic dels Plans            | Terrassola i Lavit | jaciment arqueològic |         | 41° 27′ 18″ N, 1° 42′ 50″ E / 41.455003°N,1.713796°E | bé integrant del patrimoni cultural català |                     | Modifica les dades a Wikidata |

## masia
| imatge | Nom                                  | Ubicat a           | instància de | Detalls                                                                 | coordenades                                                                                                  | Protecció                                  | Commons (més fotos)      | Dades a WD                    |
| ------ | ------------------------------------ | ------------------ | ------------ | ----------------------------------------------------------------------- | --- | ------------------------------------------ | ------------------------ | ----------------------------- |
|        | Ca l'Enric                           | Terrassola i Lavit | masia        |                                                                         | 41° 25′ 14″ N, 1° 41′ 14″ E / 41.4205743112032°N,1.68725875309326°E                                          |                                            |                          | Modifica les dades a Wikidata |
|        | Ca la Vicenta                        | Terrassola i Lavit | masia        |                                                                         | 41° 26′ 52″ N, 1° 44′ 11″ E / 41.4479033844938°N,1.73641326793939°E ca:Veïnat de ca la Vicenta, s/n          |                                            |                          | Modifica les dades a Wikidata |
|        | Cal Cacauero                         | Terrassola i Lavit | masia        |                                                                         | 41° 25′ 15″ N, 1° 42′ 19″ E / 41.42096852821°N,1.7052935454654°E                                             |                                            |                          | Modifica les dades a Wikidata |
|        | Cal Campaner                         | Terrassola i Lavit | masia        |                                                                         | 41° 26′ 51″ N, 1° 43′ 46″ E / 41.44742°N,1.72955°E ca:Torrent de Mas vendrell, sector del pont de la Fassina |                                            |                          | Modifica les dades a Wikidata |
|        | Cal Senyor                           | Terrassola i Lavit | masia        | 1915                                                                    | 41° 26′ 46″ N, 1° 44′ 35″ E / 41.4459778903988°N,1.74317837965313°E ca:Masia Cal senyor, partida dels Clots  |                                            |                          | Modifica les dades a Wikidata |
|        | Cal Tort                             | Terrassola i Lavit | masia        | 16th century                                                            | 41° 26′ 57″ N, 1° 44′ 11″ E / 41.4491270587906°N,1.73629374792819°E ca:Masia Can Tort, s/n                   |                                            |                          | Modifica les dades a Wikidata |
|        | Can Cardús                           | Terrassola i Lavit | masia        | Estil: arquitectura popular                                             | 41° 26′ 45″ N, 1° 44′ 54″ E / 41.445891°N,1.74836°E ca:Masia de Can Cardús, partida dels Clots               | bé integrant del patrimoni cultural català | Can Cardús               | Modifica les dades a Wikidata |
|        | Can Cardús                           | Terrassola i Lavit | masia        |                                                                         | 41° 26′ 41″ N, 1° 44′ 00″ E / 41.44484329223633°N,1.733428955078125°E ca:Carrer de J.J.Ràfols                |                                            |                          | Modifica les dades a Wikidata |
|        | Can Claret                           | Terrassola i Lavit | masia        |                                                                         | 41° 26′ 28″ N, 1° 41′ 10″ E / 41.4409894795534°N,1.68609323600181°E                                          |                                            |                          | Modifica les dades a Wikidata |
|        | Can Matràs                           | Terrassola i Lavit | masia        |                                                                         | 41° 27′ 19″ N, 1° 44′ 07″ E / 41.4553682083835°N,1.7353943670415°E                                           |                                            |                          | Modifica les dades a Wikidata |
|        | Can Parellada de la Mata             | Terrassola i Lavit | masia        | Estil: arquitectura popular 19th century                                | 41° 26′ 10″ N, 1° 44′ 11″ E / 41.436022222222°N,1.7362583333333°E ca:Masia de Can Parellada de la Mata       | bé integrant del patrimoni cultural català | Can Parellada de la Mata | Modifica les dades a Wikidata |
|        | Can Perico                           | Terrassola i Lavit | masia        |                                                                         | 41° 26′ 28″ N, 1° 43′ 22″ E / 41.440980619226°N,1.72285085031°E                                              |                                            |                          | Modifica les dades a Wikidata |
|        | Can Raspall dels Horts               | Terrassola i Lavit | masia        | Arquitecte: Antoni Pons i Domínguez Estil: arquitectura modernista 1605 | 41° 25′ 35″ N, 1° 41′ 15″ E / 41.426287°N,1.687381°E ca:Masia de Can Raspall dels Horts, s/n                 | bé integrant del patrimoni cultural català | Can Raspall dels Horts   | Modifica les dades a Wikidata |
|        | Can Ribalta                          | Terrassola i Lavit | masia        |                                                                         | 41° 26′ 21″ N, 1° 45′ 16″ E / 41.43915939331055°N,1.7544649839401243°E ca:Ctra. BP-2151, Km. 10,40 a 1,5 Km. |                                            |                          | Modifica les dades a Wikidata |
|        | Heretat Segura Viudes                | Terrassola i Lavit | masia        | Estil: arquitectura popular                                             | 41° 26′ 24″ N, 1° 44′ 34″ E / 41.440102°N,1.742846°E ca:Masia ca l'Esbert                                    | bé integrant del patrimoni cultural català | Heretat Segura Viudes    | Modifica les dades a Wikidata |
|        | Mas Rovira                           | Terrassola i Lavit | masia        |                                                                         | 41° 26′ 02″ N, 1° 42′ 27″ E / 41.4339350982613°N,1.70740840654197°E                                          |                                            |                          | Modifica les dades a Wikidata |
|        | Mas del Torrent                      | Terrassola i Lavit | masia        |                                                                         | 41° 26′ 53″ N, 1° 43′ 37″ E / 41.44809°N,1.72684°E ca:Carrer Torrent 12, 14 i s/n. Lavit                     |                                            |                          | Modifica les dades a Wikidata |
|        | Maset d'en Cardús                    | Terrassola i Lavit | masia        | 19th century                                                            | 41° 26′ 28″ N, 1° 45′ 45″ E / 41.4410701908227°N,1.76240144745892°E ca:Plana del Maset d'en Cardús           |                                            |                          | Modifica les dades a Wikidata |
|        | Masoveries de Can Raspall dels Horts | Terrassola i Lavit | masia        |                                                                         | 41° 25′ 27″ N, 1° 41′ 11″ E / 41.4240875622783°N,1.68650586512539°E                                          |                                            |                          | Modifica les dades a Wikidata |
|        | Ribalta                              | Terrassola i Lavit | masia        | Estil: arquitectura popular 14th century                                | 41° 26′ 23″ N, 1° 45′ 30″ E / 41.4396289479824°N,1.75821541821001°E ca:Veïnat de Ribalta                     | bé integrant del patrimoni cultural català |                          | Modifica les dades a Wikidata |
|        | Torre de l'Ós                        | Terrassola i Lavit | masia        |                                                                         | 41° 26′ 27″ N, 1° 43′ 40″ E / 41.4409626323013°N,1.72777380868873°E                                          |                                            |                          | Modifica les dades a Wikidata |
|        | el Paradís                           | Terrassola i Lavit | masia        |                                                                         | 41° 25′ 16″ N, 1° 42′ 17″ E / 41.4210698893138°N,1.70475572996915°E                                          |                                            |                          | Modifica les dades a Wikidata |
|        | el Pontatge                          | Terrassola i Lavit | masia        |                                                                         | 41° 26′ 39″ N, 1° 41′ 08″ E / 41.444164750159°N,1.6856795083355°E                                            |                                            |                          | Modifica les dades a Wikidata |
|        | l'Altra Casa                         | Terrassola i Lavit | masia        |                                                                         | 41° 26′ 50″ N, 1° 44′ 54″ E / 41.4471587697447°N,1.74821944891311°E                                          |                                            |                          | Modifica les dades a Wikidata |
|        | l'Arboçar                            | Terrassola i Lavit | masia        | 19th century                                                            | 41° 27′ 27″ N, 1° 44′ 03″ E / 41.4575977611446°N,1.73418965065983°E ca:Partida de l'Arboçar                  |                                            |                          | Modifica les dades a Wikidata |
|        | la Casa Nova                         | Terrassola i Lavit | masia        |                                                                         | 41° 25′ 51″ N, 1° 40′ 42″ E / 41.4308496475801°N,1.67843458892522°E                                          |                                            |                          | Modifica les dades a Wikidata |
|        | les Vies                             | Terrassola i Lavit | masia        |                                                                         | 41° 25′ 39″ N, 1° 44′ 13″ E / 41.4274364395733°N,1.73701368363457°E                                          |                                            |                          | Modifica les dades a Wikidata |

## molí d'aigua
| imatge | Nom                                | Ubicat a           | instància de | Detalls                                  | coordenades | Protecció                                  | Commons (més fotos) | Dades a WD                    |
| ------ | ---------------------------------- | ------------------ | ------------ | ---------------------------------------- | --- | ------------------------------------------ | ------------------- | ----------------------------- |
|        | Molí Pelleter                      | Terrassola i Lavit | molí d'aigua | 18th century                             | 41° 26′ 24″ N, 1° 45′ 04″ E / 41.4399021582785°N,1.75100428516048°E ca:Molí Pelleter, sector depuradora municipal |                                            |                     | Modifica les dades a Wikidata |
|        | Molí d'en Batllori / Molí Xic      | Terrassola i Lavit | molí d'aigua | 20th century                             | 41° 26′ 59″ N, 1° 42′ 51″ E / 41.44966°N,1.7141°E ca:Paperera Creixell, s/n                                       |                                            |                     | Modifica les dades a Wikidata |
|        | Molí d'en Cardús                   | Terrassola i Lavit | molí d'aigua |                                          | 41° 26′ 21″ N, 1° 45′ 51″ E / 41.4391709448883°N,1.76419710168689°E                                               |                                            |                     | Modifica les dades a Wikidata |
|        | Molí d'en Parellada                | Terrassola i Lavit | molí d'aigua | 18th century                             | 41° 26′ 34″ N, 1° 44′ 18″ E / 41.4428271142418°N,1.73840310206006°E ca:Soleia de can parellada de la Mata         |                                            |                     | Modifica les dades a Wikidata |
|        | Molí de Cal Roda                   | Terrassola i Lavit | molí d'aigua | 19th century                             | 41° 26′ 48″ N, 1° 43′ 36″ E / 41.44674°N,1.7266°E ca:Carrer Migdia. Terrassola.                                   |                                            |                     | Modifica les dades a Wikidata |
|        | Molí de Lavit / Molí de Cal Ferrer | Terrassola i Lavit | molí d'aigua |                                          | 41° 26′ 47″ N, 1° 43′ 52″ E / 41.44634°N,1.73114°E ca:Carrer del Molí, núm. 3, Torrelavit                         |                                            |                     | Modifica les dades a Wikidata |
|        | Molí de l'Alcover                  | Terrassola i Lavit | molí d'aigua | Estil: arquitectura popular 18th century | 41° 26′ 32″ N, 1° 44′ 31″ E / 41.442299°N,1.74193°E ca:Molí Cover, torrent de la Covera 177 msnm                  | bé integrant del patrimoni cultural català | Molí Cover          | Modifica les dades a Wikidata |
|        | Molí de l'Esbert / Molí Fidel      | Terrassola i Lavit | molí d'aigua | 18th century                             | 41° 26′ 27″ N, 1° 44′ 48″ E / 41.44073°N,1.74657°E ca:Torrent de la Covera, sectro Paperera Fidel                 |                                            |                     | Modifica les dades a Wikidata |
|        | Molí del Mig                       | Terrassola i Lavit | molí d'aigua | 18th century                             | 41° 26′ 31″ N, 1° 44′ 27″ E / 41.44182°N,1.74096°E ca:Riudebitlles, sector Molí del Mig                           |                                            |                     | Modifica les dades a Wikidata |
|        | Molí del Vinyals                   | Terrassola i Lavit | molí d'aigua | 1793                                     | 41° 27′ 07″ N, 1° 42′ 34″ E / 41.45197°N,1.70942°E ca:Molí Vinyals s/n                                            |                                            |                     | Modifica les dades a Wikidata |

## muntanya
| imatge | Nom              | Ubicat a           | instància de | Detalls | coordenades                                                         | Protecció | Commons (més fotos) | Dades a WD                    |
| ------ | ---------------- | ------------------ | ------------ | ------- | ------------------------------------------------------------------- | --------- | ------------------- | ----------------------------- |
|        | Puig d'en Celoni | Terrassola i Lavit | muntanya     |         | 41° 25′ 49″ N, 1° 41′ 03″ E / 41.4302°N,1.68411°E 303.6 msnm        |           |                     | Modifica les dades a Wikidata |
|        | el Puig Cúgol    | Terrassola i Lavit | muntanya     |         | 41° 26′ 31″ N, 1° 42′ 45″ E / 41.44186111°N,1.71247222°E 355.9 msnm |           |                     | Modifica les dades a Wikidata |

## obra escultòrica
| imatge | Nom                                        | Ubicat a           | instància de     | Detalls | coordenades                                                                         | Protecció | Commons (més fotos) | Dades a WD                    |
| ------ | ------------------------------------------ | ------------------ | ---------------- | ------- | ----------------------------------------------------------------------------------- | --------- | ------------------- | ----------------------------- |
|        | El desparpajo de los cuervos de los sueños | Terrassola i Lavit | obra escultòrica | 2010    | 41° 26′ 47″ N, 1° 43′ 47″ E / 41.44643°N,1.72971°E ca:Plaça d'en Pere Ribé i Durban |           |                     | Modifica les dades a Wikidata |
|        | Homenatge al raïm                          | Terrassola i Lavit | obra escultòrica | 2008    | 41° 26′ 47″ N, 1° 43′ 49″ E / 41.44642°N,1.73032°E                                  |           |                     | Modifica les dades a Wikidata |
|        | Laberinto i - Torrelavit                   | Terrassola i Lavit | obra escultòrica | 2009    | 41° 26′ 34″ N, 1° 43′ 41″ E / 41.44269°N,1.72814°E ca:Plaça de la Pau, s/n          |           |                     | Modifica les dades a Wikidata |

## polígon industrial
| imatge | Nom                              | Ubicat a           | instància de       | Detalls | coordenades                                                         | Protecció | Commons (més fotos) | Dades a WD                    |
| ------ | -------------------------------- | ------------------ | ------------------ | ------- | ------------------------------------------------------------------- | --------- | ------------------- | ----------------------------- |
|        | Polígon industrial Sector Maset  | Terrassola i Lavit | polígon industrial |         | 41° 27′ 03″ N, 1° 42′ 26″ E / 41.4509027321778°N,1.70722723755388°E |           |                     | Modifica les dades a Wikidata |
|        | Polígon industrial de Torrelavit | Terrassola i Lavit | polígon industrial |         | 41° 26′ 25″ N, 1° 43′ 59″ E / 41.4402901324638°N,1.73294602811003°E |           |                     | Modifica les dades a Wikidata |

## pont
| imatge | Nom                        | Ubicat a           | instància de | Detalls                       | coordenades | Protecció | Commons (més fotos) | Dades a WD                    |
| ------ | -------------------------- | ------------------ | ------------ | ----------------------------- | --- | --------- | ------------------- | ----------------------------- |
|        | Pont de la Baieta          | Terrassola i Lavit | pont         |                               | 41° 27′ 08″ N, 1° 42′ 27″ E / 41.4522743532005°N,1.7074514184327°E                                                    |           |                     | Modifica les dades a Wikidata |
|        | Pont de la Fassina         | Terrassola i Lavit | pont         | 1954 Estat: bon estat         | 41° 26′ 51″ N, 1° 43′ 47″ E / 41.44745°N,1.72973°E ca:Torrent de Mas vendrell, sector del pont de la Fassina 195 msnm |           |                     | Modifica les dades a Wikidata |
|        | Pont de les Escoles        | Terrassola i Lavit | pont         | 1929 Estat: bon estat         | 41° 26′ 50″ N, 1° 43′ 43″ E / 41.44736°N,1.7285°E ca:Nucli urbà, sobre el torrent de Mas Vendrell 197 msnm            |           | Pont de les Escoles | Modifica les dades a Wikidata |
|        | Pont del rec de les Hortes | Terrassola i Lavit | pont         |                               | 41° 26′ 39″ N, 1° 44′ 15″ E / 41.44422°N,1.73749°E ca:Sector dels Horts del Forn 186 msnm                             |           |                     | Modifica les dades a Wikidata |
|        | Pont dels Mussons          | Terrassola i Lavit | pont         | 1913 Travessa: Riu de Bitlles | 41° 26′ 52″ N, 1° 43′ 30″ E / 41.4478234705698°N,1.7250898585016°E ca:Barri dels Mussons                              |           |                     | Modifica les dades a Wikidata |

## resclosa
| imatge | Nom                                                  | Ubicat a           | instància de | Detalls      | coordenades                                                                                | Protecció | Commons (més fotos) | Dades a WD                    |
| ------ | ---------------------------------------------------- | ------------------ | ------------ | ------------ | ------------------------------------------------------------------------------------------ | --------- | ------------------- | ----------------------------- |
|        | Resclosa del Molí de Ribalta                         | Terrassola i Lavit | resclosa     | 19th century | 41° 26′ 23″ N, 1° 45′ 29″ E / 41.43978°N,1.7581°E ca:Riu de Bitlles, molí de Ribalta       |           |                     | Modifica les dades a Wikidata |
|        | Resclosa del Molí del Parellada, del Mig i del Cover | Terrassola i Lavit | resclosa     |              | 41° 26′ 46″ N, 1° 44′ 02″ E / 41.44609°N,1.73386°E ca:Parc de les Pubilles                 |           |                     | Modifica les dades a Wikidata |
|        | Resclosa del molí de l'Esbert / molí Fidel           | Terrassola i Lavit | resclosa     | 18th century | 41° 26′ 26″ N, 1° 44′ 50″ E / 41.44067°N,1.74716°E ca:Torrent de la Covera, Paperera Fidel |           |                     | Modifica les dades a Wikidata |

## safareig
| imatge | Nom                                 | Ubicat a           | instància de | Detalls | coordenades                                                            | Protecció | Commons (més fotos) | Dades a WD                    |
| ------ | ----------------------------------- | ------------------ | ------------ | ------- | ---------------------------------------------------------------------- | --------- | ------------------- | ----------------------------- |
|        | rentadors del Rec del Molí de Lavit | Terrassola i Lavit | safareig     | 1913    | 41° 26′ 53″ N, 1° 43′ 30″ E / 41.44795°N,1.725°E ca:Barri dels Mussons |           |                     | Modifica les dades a Wikidata |
|        | safareig de Can Cardús              | Terrassola i Lavit | safareig     |         | 41° 26′ 46″ N, 1° 44′ 53″ E / 41.44608°N,1.74816°E ca:Can Cardús       |           |                     | Modifica les dades a Wikidata |

## Misc
| imatge | Nom                                             | Ubicat a           | instància de         | Detalls                     | coordenades                                                                                           | Protecció                                            | Commons (més fotos)                             | Dades a WD                    |
| ------ | ----------------------------------------------- | ------------------ | -------------------- | --------------------------- | --- | ---------------------------------------------------- | ----------------------------------------------- | ----------------------------- |
|        | Camí de les cent escales                        | Terrassola i Lavit |                      |                             | 41° 26′ 58″ N, 1° 42′ 44″ E / 41.44957°N,1.71228°E ca:Camí de Can Comas al Molí Batllori (Torrelavit) |                                                      |                                                 | Modifica les dades a Wikidata |
|        | Castellot d'en Vallès                           | Terrassola i Lavit | castell              |                             | 41° 26′ 48″ N, 1° 43′ 48″ E / 41.446668°N,1.729865°E                                                  | bé d'interès cultural bé cultural d'interès nacional |                                                 | Modifica les dades a Wikidata |
|        | Centre d'Interpretació de l'Aigua de Torrelavit | Terrassola i Lavit | museu                |                             | 41° 26′ 47″ N, 1° 43′ 46″ E / 41.44630563728765°N,1.7295538073047283°E ca:Carrer del Molí, 29         |                                                      | Centre d'Interpretació de l'Aigua de Torrelavit | Modifica les dades a Wikidata |
|        | Cova marge de la vinya Can Cardús               | Terrassola i Lavit | cova                 |                             | 41° 26′ 40″ N, 1° 44′ 52″ E / 41.44435°N,1.74777°E ca:Camps de Sota Casa                              |                                                      |                                                 | Modifica les dades a Wikidata |
|        | Granja Mascastell                               | Terrassola i Lavit | granja               |                             | 41° 27′ 19″ N, 1° 44′ 47″ E / 41.4552813771628°N,1.74638707919279°E                                   |                                                      |                                                 | Modifica les dades a Wikidata |
|        | Nadal                                           | Terrassola i Lavit | celler               | 1943                        | |                                                      |                                                 | Modifica les dades a Wikidata |
|        | arcades torrent de Mas Vendrell                 | Terrassola i Lavit | arc mur de contenció | 18th century                | 41° 26′ 52″ N, 1° 43′ 36″ E / 41.44783°N,1.72666°E ca:Carrer del Torrent s/n                          |                                                      |                                                 | Modifica les dades a Wikidata |
|        | bagant de Mas Aranyó                            | Terrassola i Lavit | comporta hidràulica  | 20th century                | 41° 26′ 26″ N, 1° 44′ 41″ E / 41.44051°N,1.74484°E ca:Mas Aranyó, sector de la Paperera Fidel         |                                                      |                                                 | Modifica les dades a Wikidata |
|        | capella de la Masia Ribalta                     | Terrassola i Lavit | capella              | Estil: arquitectura popular | 41° 26′ 21″ N, 1° 45′ 17″ E / 41.43924°N,1.75473°E ca:Veïnat de Ribalta                               | bé integrant del patrimoni cultural català           |                                                 | Modifica les dades a Wikidata |
|        | casa consistorial de Torrelavit                 | Terrassola i Lavit | casa consistorial    |                             | 41° 26′ 47″ N, 1° 43′ 48″ E / 41.4463528°N,1.7298935°E                                                |                                                      | Town hall of Torrelavit                         | Modifica les dades a Wikidata |
|        | cementiri de Torrelavit                         | Terrassola i Lavit | cementiri            |                             | 41° 27′ 13″ N, 1° 43′ 19″ E / 41.4534817404344°N,1.72199791627817°E                                   |                                                      |                                                 | Modifica les dades a Wikidata |